# Wallace Craig
Pour les articles homonymes, voir Craig.
Wallace Craig est un éthologue américain, né en 1876 et mort en 1954.
De 1908 à 1922, il enseigne la philosophie à l’université du Maine et étudie le comportement du pigeon.

## Liste partielle des publications
- 1918 : Appetites and Aversions as Constituents of Instincts.

## Orientation bibliographique
- T. J. Kalikow et J. A. Mills, « Wallace Craig (1876-1954), ethologist and animal psychologist », Journal of comparative psychology, 103 (3), 1989, p. 281-288  (ISSN 0735-7036).